# Kristus, du är annorlunda
Kristus, du är annorlunda är en psalm med text skriven 1967 av Britt G. Hallqvist och musik skriven 1973 av Gunno Södersten. Andra versen är hämtad ur Matteusevangeliet 8:1-3 och tredje versen är hämtad ur Jakobsbrevet 2:15-17.

## Publicerad i
- Herren Lever 1977 som nummer 916 under rubriken "Tillsammans i världen - Fred - frihet - rättvisa".[2]
- Psalmer och Sånger 1987 som nummer 379 under rubriken "Fader, Son och Ande - Jesus, vår Herre och broder".[1]